# Rendez-vous à La Havane
Pour plus de détails, voir Fiche technique et Distribution.
Rendez-vous à La Havane (Affair in Havana) est un film dramatique cubano-américain réalisé par László Benedek, sorti en 1957.

## Synopsis
Nick, pianiste de jazz dans un bar de la Havane, séduit la femme d'un industriel véreux.

## Fiche technique
- Titre français : Rendez-vous à La Havane[1]
- Titre original : Affair in Havana
- Réalisation : László Benedek
- Scénario : Maurice Zimm
- Musique : Ernest Gold
- Production : Richard Goldstone
- Société de production : Dudley Productions
- Pays de production :  États-Unis -  Cuba
- Langue originale : anglais américain
- Format : Noir et blanc - Mono - 35 mm
- Genre : Drame
- Durée : 77 minutes
- Date de sortie : 
  - États-Unis : 1er octobre 1957
  - France : 6 septembre 1963[1]

## Distribution
- John Cassavetes : Nick
- Raymond Burr : Mallabee
- Sara Shane : Lorna
- Lilia Lazo : Fina
- Sergio Pena : Valdes
- Celia Cruz : Singer
- José Antonio Rivero : Rivero
- Miguel Ángel Blanco : Capitaine de police